# Эгино IV (граф Ураха)
Эгино IV Бородатый (нем. Egino IV «der Bärtige» von Urach, Egino cum barba; ум. 12 января 1230, похоронен в Тенненбахе) — граф Ураха.

## Биография
Точное происхождение не выяснено: вероятно, внук Эгино III, умершего в 1160 году, у которого было двое не известных по имени сыновей (возможно — Герхард и Бертольд, упоминаемые в качестве графов Ураха в документе 1180 года).
С ок. 1180 года был женат на Агнессе (ум. 1236), дочери герцога Бертольда IV фон Церингена. После смерти её бездетного брата Бертольда V (1218) вместе с Кибургами и герцогами фон Тек участвовал в разделе богатого наследства и получил (от имени жены и старшего сына) земли на восточном берегу Рейна с городом Фрайбург-ин-Брейсгау. При этом большинство имперских ленов и фогств захватил король Фридрих II Штауфен. Граф Ураха за свою часть церингенских земель обязался заплатить ему 25 тысяч марок, но эту сумму удалось снизить до 3 тысяч благодаря сыну, Конраду фон Ураху — кардиналу Порто, и она была выплачена.
С начала 1220-х годов Эгино IV, находившийся уже в преклонном возрасте, передал управление своими владениями старшему сыну — Эгино V.

## Семья
Дети:
- Эгино V (ум. 1236/37), граф Ураха, сеньор Фрайбурга. Его сын Генрих фон Фюрстенберг (ум. 1283/84) в 1254 году обменял свою половину графства Урах на половину Виттлингена.
- Рудольф (ум. до 1260), граф Ураха.
- Конрад (ум. 30.09.1227), кардинал-епископ Порто, папский легат в Германии и Франции.
- Бертольд (ум. 8 или 13 августа 1242), аббат в Лютцеле и Салеме.
- Бертольд Младший (ум. 25.11.1261), граф Ураха. После его смерти графство Урах купил Вюртемберг.
- Агнесса, жена маркграфа Генриха I Баден-Хахбергского.
- Хейлвига (Стефания), жена графа Феррета Фредерика II.
- Иоланта, жена графа Ульрика III Невшательского.
- дочь, жена Бурхарда II фон Юзенберга.